# Gilles Lipovetsky
Gilles Lipovetsky (* 24. září 1944, Millau) je francouzský filosof, sociolog, esejista a profesor v Grenoblu.

## Myšlení
Snaží se o analýzu dnešní postmoderní a hyperkonzumní společnosti. Mimo jiné tvrdí, že člověk v dnešní době prodělává antropologickou mutaci, která z něj postupně před našima očima činí tvora narcisticky, hédonisticky a individualisticky založeného. Člověk je čím dál víc zotročován svou slabou vůlí, podléhá tlaku společnosti (např. v diktátu módy) a žije povětšinou sám, protože láska k druhému člověku je pro něj nesnesitelným jařmem.[zdroj?]
Na jeho koncept hypermoderny v jeho knížce Hypermoderní doba, s nímž již ale přišel o něco předtím česko-italský spisovatel Jiří Zygma asi v roce 2004 ve své knize Hypermoderní dekonstrukce (viz odpovídající článek k tomuto tématu),[kde?] může velice lehce navazovat koncept ultramoderny, který zahrnuje ještě větší rychlost v oblasti digitálních a mobilních technologií, převažující virtuální komunikaci, větší komerci a konzumerismus a úpadek "skutečného" umění, zvláště v oblasti umírající filmografie. Tato doba s sebou bohužel nese ještě větší izolaci a menší šanci reálné komunikace, neustálé zrychlování, jakési "non plus ultra". Ale tato perioda času s sebou přináší také mnoho značných nevýhod, protože ohledně neustálých změn v oblasti zejména internetových aplikací a komunikací se jedná o neustálé aktualizace, které celé vyjednávání mezi lidmi spíše ztěžují než ulehčují (a někdy paradoxně i zpomalují), a tím pádem narůstá i objem byrokracie a administrativy. Takže zřejmě koncept dalšího uměleckého směru non plus ultra moderny by přinesl spíše více nevýhod než výhod. Žil Lipovecký si poradil sice dobře, nicméně mnohem zajímavější je v jeho odpovídající a stěžejní knize spíše předmluva jiného autora, který vedl s Lipoveckým rozhovor (tedy až na pár kapitol Lipoveckého o časovosti).[zdroj?]

## Vydané spisy (česky)
- Éra prázdnoty, Praha 1998
- Soumrak povinnosti, Praha 1999
- Třetí žena : neměnnost a proměny ženství, Praha 2000
- Říše pomíjivosti, Praha 2002
- Věčný přepych, Praha 2005
- Paradoxní štěstí, Praha 2007
- Hypermoderní doba – Od požitku k úzkosti. Praha, 2013, nakl. Prostor. ISBN 978-80-726-0283-4. 144 stran.